# Małowidz
Małowidz (kurp. Małoźϊdz) – wieś w Polsce położona w województwie mazowieckim, w powiecie przasnyskim, w gminie Jednorożec. Ma status sołectwa.

## Wiadomości ogólne

### Nazwa
Nazwa wsi pochodzi od staropolskiego imienia męskiego Małowid. Legenda wyprowadza etymologię nazwy wsi od sformułowania mało widzę. Inni wyprowadzają nazwę wsi od gęstych borów Puszczy Zielonej, które uniemożliwiały dostrzeżenie czegokolwiek, ewentualnie od braku ciekawych miejsc godnych zobaczenia. Pojawia się też tłumaczenie o pochodzeniu nazwy od niewystarczającej ilości pożywienia.

### Zmiany administracyjne
Małowidz była wsią położoną w starostwie ciechanowskim, od 1576 w starostwie przasnyskim. Oba leżały w ziemi ciechanowskiej i województwie mazowieckim. Z III rozbiorem trafił do Prus Nowowschodnich (departament płocki, powiat przasnyski). Odtąd Małowidz był częścią dóbr rządowych. Około 1800 Prusacy zlikwidowali starostwo przasnyskie, tworząc Ekonomię Przasnysz. W jej skład wchodziła m.in. wieś Małowidz. Po powstaniu Księstwa Warszawskiego był częścią departamentu płockiego i powiatu przasnyskiego. W Królestwie Polskim włączono go do województwa płockiego, obwodu przasnyskiego i powiatu przasnyskiego. W 1837 województwa przemianowano na gubernie, w 1842 obwody na powiaty, a powiaty na okręgi sądowe. Od 1867 Małowidz włączono do gminy Jednorożec, powiatu przasnyskiego i guberni płockiej. Od 1919 wieś należała do powiatu przasnyskiego w województwie warszawskim. W 1933 wydzielono gromady. Małowidz i Małowidz-Stegna należały do gromady Małowidz w gminie Jednorożec. Z dniem 1 listopada 1939 do III Rzeszy wcielono północną część województwa warszawskiego, w tym powiat przasnyski i wieś Małowidz jako część Rejencji Ciechanowskiej w prowincji Prusy Wschodnie. Gdy w 1944 przywrócono przedwojenną administrację. Małowidz należał do powiatu przasnyskiego i województwa warszawskiego. W 1954 zlikwidowano gminy i zastąpiono je gromadami. Małowidz włączono do gromady Połoń. W 1959 wieś przeniesiono do gromady Jednorożec, gdyż gromadę w Połoni zniesiono. W 1973 przywrócono istnienie gminy Jednorożec, do której przypisano wieś Małowidz. W latach 1975–1998 miejscowość administracyjnie należała do województwa ostrołęckiego. Od 1999 Małowidz znajduje się w gminie Jednorożec w powiecie przasnyskim i województwie mazowieckim.

### Części wsi
W użyciu są nazwy miejscowe określające części wsi, np. Odpadek, Podgrądzie, Byk, Sosnówka, Piaski, Kurki i Nowiny.
| SIMC    | Nazwa  | Rodzaj    |
| ------- | ------ | --------- |
| 0510646 | Kurki  | część wsi |
| 0510652 | Piaski | część wsi |

## Historia
We wsi odnaleziono ślady osadnictwa z neolitu (osada kultury ceramiki sznurowej, zabytek: topór kamienny), ślad osadnictwa z wczesnej epoki brązu (kultura trzciniecka), średniowiecza (osady z wczesnego średniowiecza i z XVI–XV wieku) i nowożytności (osada z XVI–XVII wieku).
Małowidz został założony około 1540, zapewne w tym samym czasie co Kobylaki-Wólka. Była to wioska książęca w starostwie ciechanowskim. W lustracji dóbr królewskich z 1565 wymieniona jest Puszcza Mazuch, na obrzeżach której znajdował się Małowidz. Została założona na 20 włókach kilka lat przed lustracją, ale w 1565 minął już czas wolnizny dla osadników. Grunty były piaszczyste. Cztery włóki przydzielono wójtowi, którym był szlachcic Grzegorz Gorziszewski, szafarz królowej Katarzyny Habsburżanki. Pozostałą ziemię nadano kmieciom. Zgodnie z poleceniem króla Zygmunta II Augusta ekonom starostwa ciechanowskiego Kobyliński wyznaczył zakres opłat świadczeń na rzecz starostwa: czynszu, daniny i pańszczyzny. Kmiecie w dniu św. Marcina (11 listopada) mieli płacić 30 groszy czynszu. Zwolniono ich z daniny w postaci owsa, bo nie rodził się na piaszczystych gruntach, tak samo zrezygnowano z gęsi. Mieszkańcy mieli oddawać po 1 kapłonie i 30 jajek z włóki. W zakresie renty odrobkowej ustalono, że od dnia św. Wojciecha (23 kwietnia) do dnia św. Michała Archanioła (29 września) mają odrabiać po 2 dni z włóki, a w przypadku pańszczyzny sprzężajnej 1 dzień w tygodniu. Kmiecie nie świadczyli innych posług, jak tłoki, przewody i stróże. Nie oddawano też dziesięciny. Wieś była zorganizowana, podobnie jak Lipa albo Połoń, na prawie niemieckim, które było korzystniejsze gospodarczo od prawa polskiego. W 1567 we wsi mieszkał 1 kowal i 4 kołodziejów.
Do 1551, zanim powstała parafia w Chorzelach, Małowidz należał do parafii Krzynowłoga Wielka.
Od 1567 Małowidz został włączony do starostwa niegrodowego w Przasnyszu. W 1605 borykający się z trudnościami finansowymi król Zygmunt III Waza wyłączył wieś Małowidz ze starostwa i oddał ją w dzierżawę Szymonowi Dzikowskiemu. Dzierżawę Małowidz tworzyły wsie Małowidz i Połoń. Dzikowski przekazał dzierżawę Jakubowi Goraszewskiemu, a ten w 1608 dworzaninowi królewskiemu Janowi Przeradowskiemu. Ponieważ nadal Małowidz był królewszczyzną, w 1617 przeprowadzono tu lustrację. Wieś zajmowała 20 włók, w tym 4 włóki wójtowskie (przywilej wójtostwa należał do Przeradowskiego). Pozostałe włóki należały do chłopów. Z każdej płacili po 30 groszy czynszu rocznie, oddawali też po 1 kapłonie i 20 jaj rocznie z włóki. Na 8 pustych włókach znajdował się folwark dworski. Uprawiano tu głównie żyto i jarkę. W 1633 dzierżawa małowidzka stała się własnością rodziny Krasińskich. Została przyłączona do wójtostwa w Przasnyszu, które już wcześniej należało do Krasińskich.
W lustracji dóbr królewskich z 1661 znajduje się niewiele informacji o wsi, bo już nie była królewszczyzną, więc nie obowiązywał jej obowiązek lustracyjny. Wieś zajmowała 20 włók, z których 4 należały do wójta, a z pozostałych kmiecych tylko 2 były uprawiane. Z tych 2 włók kmiecie płacili czynsz. Na zubożenie wioski wpływ miał potop szwedzki.

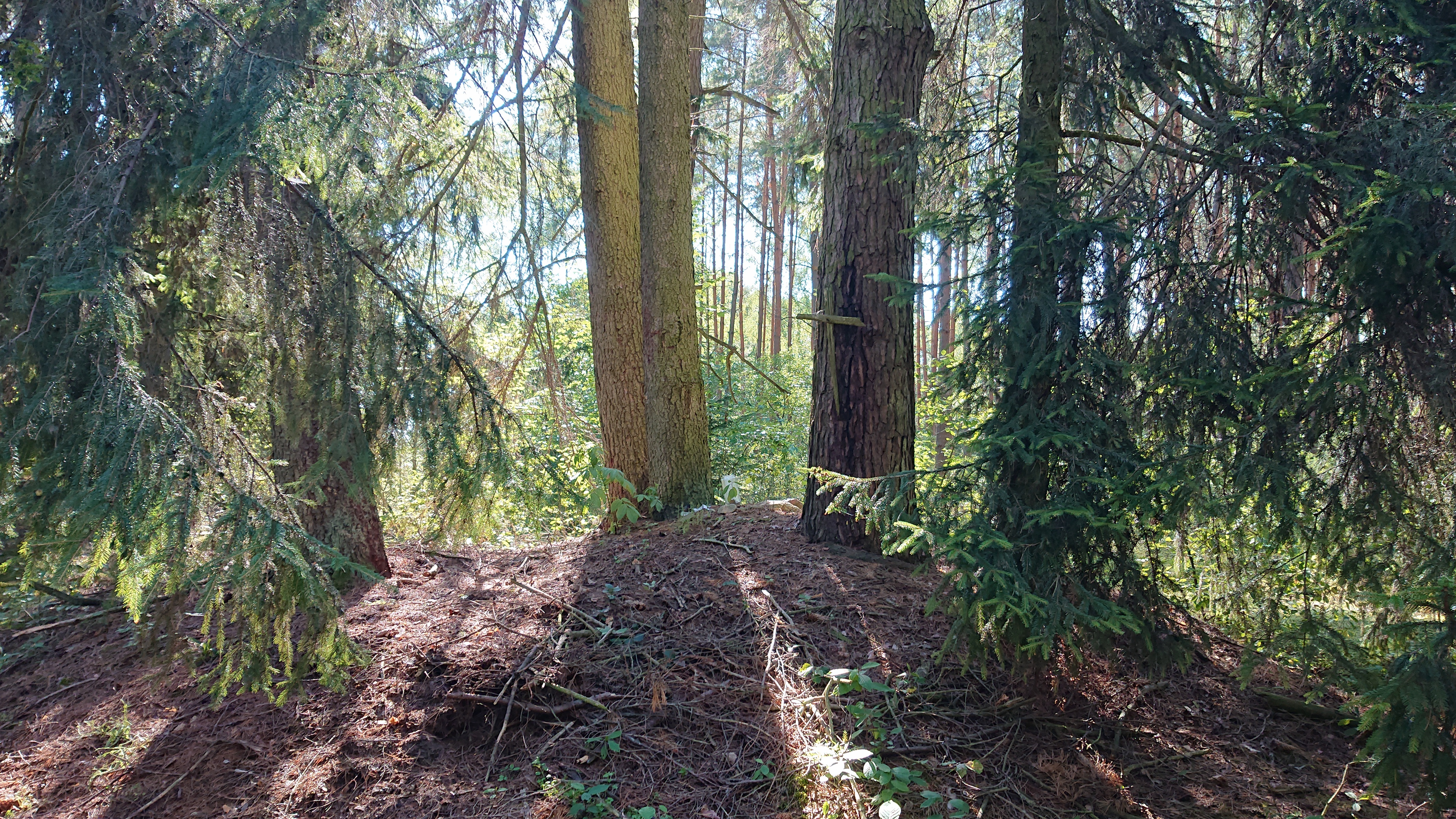
Mogiła z okresu powstania styczniowego

W 1756 wójtem wsi był Marciej Pruszyk (Prusik). 14 grudnia 1762 Angela Humięcka scedowała na Kazimierza Krasińskiego i jego żonę Eustachię z Potockich starostwo przasnyskie, wójtostwo przasnyskie i dzierżawę w Dobrzankowie. Wójtostwo obejmowało m.in. wieś Małowidz. Wcześniej, przed zmarłym mężem Humięckiej, Stanisławem Antonim Krasińskim, starostwo od 1663 należało do Jana Dobrogosta Krasińskiego.

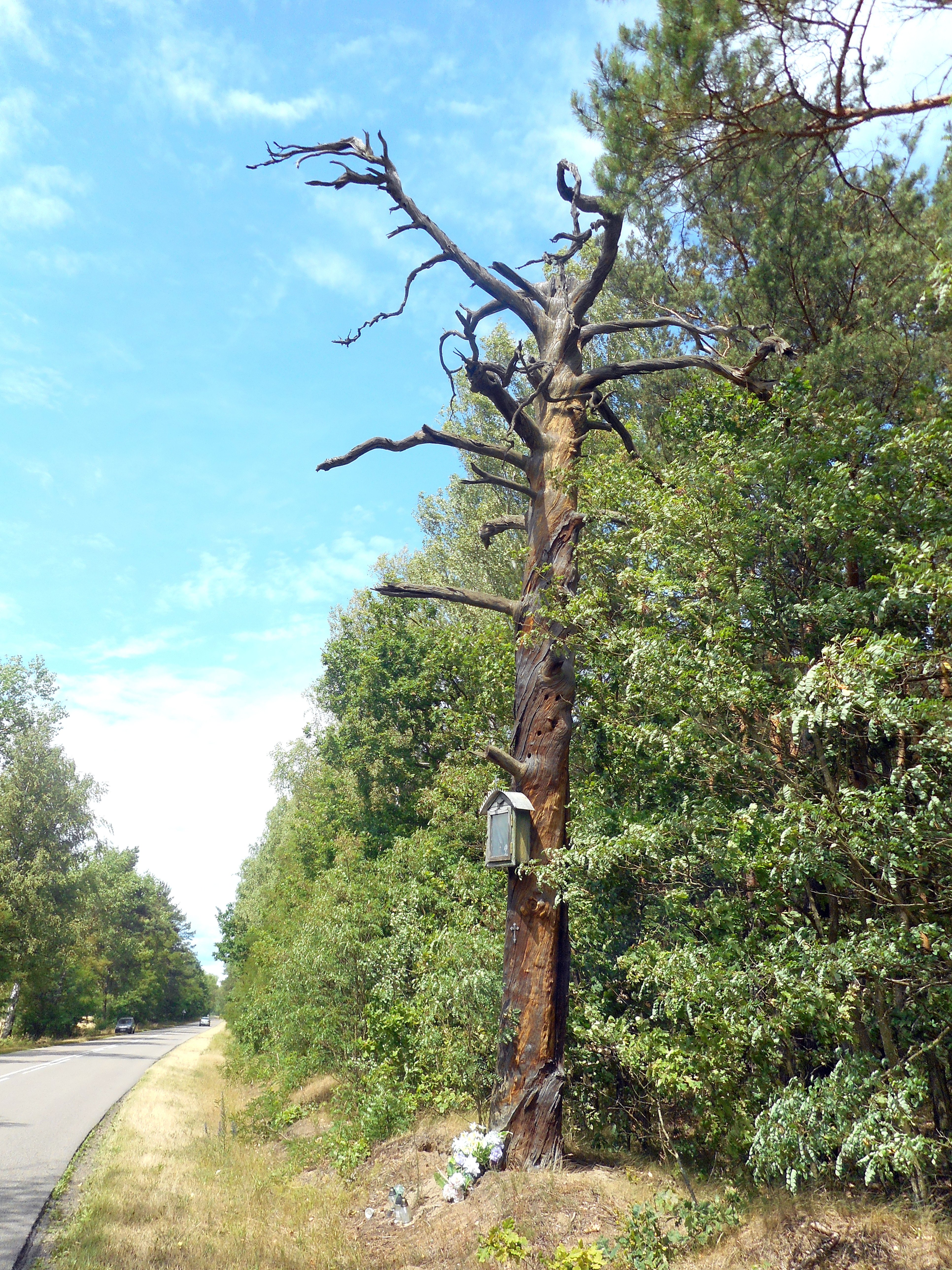
Sucha sosna bartna między Małowidzem a Połonią

Według akt wizytacji parafii Chorzele z 1781 w Małowidzu stało 20 domów mieszkalnych. Pogłówne żydowskie z tego samego roku wskazuje, że karczmarzem w Małowidzu był Froim Zysmanowicz.
Na przełomie 1799 i 1800 we wsi notowano 37 domów, a wieś określano jako szlachecką. W 1815 we wsi istniało 35 domów, które zamieszkiwało 198 osób (96 mężczyzn i 102 kobiety). W świetle wizytacji parafii Chorzele z 1817 dzieci z Małowidza uczęszczały do szkoły parafialnej w Jednorożcu. W 1816 w pobliżu wsi otwarto kopalnię bursztynu. W 1827 w Małowidzu istniały 34 domy, w których mieszkało 228 osób. Wieś nawiedzały pożary, które trawiły drewnianą zabudowę. Przykładowo 19 marca 1865 poszkodowanych zostało 8 mieszkańców Małowidza. Dyrekcja Ubezpieczeń Guberni Płockiej przyznała im odszkodowanie w wysokości 1650 rubli.
W Małowidzu zachowała się mogiła z okresu powstania styczniowego. Poza tym na suchej bartnej sośnie, która stoi przy drodze Jednorożec–Chorzele (między Małowidzem a Połonią), Rosjanie wieszali powstańców styczniowych. Drzewo jako miejsce wymierzania kar i śmierci wykorzystywali Rosjanie podczas rewolucji 1905 oraz Niemcy podczas okupacji w czasie I i II wojny światowej.
Po 1864 przeprowadzono uwłaszczenie i ziemia została rozparcelowana między chłopów. W Słowniku geograficznym Królestwa Polskiego i innych krajów słowiańskich wydanym w 1885 czytamy, że wieś liczyła 48 domów, 299 mieszkańców, 1326 mórg gruntu, 397 mórg nieużytków. Taką samą liczbę domów podają mapy z 1914 i 1921. Blisko Małowidza istniała osada Stegna Małowidzkie, prawdopodobnie kolonia. Stały tu 2 domy, w których mieszkało 8 osób.
W czasie I wojny światowej w pobliżu wsi przebiegał front wschodni. W 1915 w Małowidzu stacjonowały wojska niemieckie. We wsi po przejściu frontu założono cmentarze wojenne. Jeden z nich zlokalizowano na dawnym cmentarzu cholerycznym. W latach 30. XX wieku szczątki poległych zostały przeniesione na większe nekropolie, np. do Jednorożca. W 1915 Niemcy zbudowali kolejkę wąskotorową w celu rabunku drewna z Puszczy Zielonej. W listopadzie 1916 od kolejki zapaliła się część zabudowań w Małowidzu.
Według spisu powszechnego z 1921 we wsi istniało 69 domów, w których mieszkały 332 osoby. Działały dwa sklepy spożywcze. Prowadzili je Chana Ruchla Nagiel i H. Niszanowicz. Od 1918 istniał sklep Łai Katz. Na początku lat 30. XX wieku liczba domów w Małowidzu spadła do 50. W latach 30. XX wieku przeprowadzono komasację gruntów oraz regulację rzeki Orzyc. Na dzień 1 września 1939 w Małowidzu mieszkało 571 osób.
W Małowidzu w latach 1940–1941 działał obóz pracy dla Polaków i Żydów. We wsi znajdowała się siedziba ośrodka nr 3 Jednorożec – struktury Armii Krajowej.
W Małowidzu 1 stycznia 1945 notowano 630 mieszkańców. W 1947 wieś zajmowała powierzchnię 986,41 ha i liczyła 408 osób. W 1947 powstała jednostka Ochotniczej Straży Pożarnej. Obok remizy zorganizowano zlewnię mleka. W remizie organizowano wesela, zabawy wiejskie, zapusty, spotkania świąteczno-noworoczne i inne spotkania. W 1954 w Cechu Rzemiosł Różnych w Przasnyszu zarejestrowany był kowal Telesfor Jachimowski z Małowidza. Gminna Spółdzielnia „Samopomoc Chłopska” w Jednorożcu założyła w Małowidzu sklep spożywczo-przemysłowy istniejący do dziś (nowy budynek postawiono w 1976). Sklepy działały też w domach prywatnych. Funkcjonowała Rolnicza Spółdzielnia Produkcyjna.
W 1958 mieszkańcy włączyli się w batalię o krzyże w miejscach publicznych. W protestach przeciwko władzy brało udział 300 osób. W 1961 w Małowidzu miał się wydarzyć cud: światła w kapliczce odbijały się od lamp przydrożnych, co skłoniło przejeżdżających obok świątka do stwierdzenia, że zadziałała nadprzyrodzona moc. Plotka szybko się rozeszła, ale działania milicji i powiatowego komitetu PZPR ukróciły sprawę. Rzekomy cud potępił proboszcz parafii Jednorożec. Chorzelski duchowny nie zabrał głosu w sprawie. 
Po wojnie czteroklasową szkołę zlokalizowano w prywatnym domu Zofii i Stanisława Rożków. W 1947 szkoła notowana była jako pierwszego stopnia. W 1964 w Małowidzu wystawiono piętrowy budynek szkolny. Istniało też przedszkole (początkowo w prywatnym domu, później przeniesione do budynku szkolnego). W szkole działał Związek Harcerstwa Polskiego. W roku szkolnym 1973/1974 w ośmioklasowej szkole w Małowidzu uczyło się 148 osób. W 2007 placówkę zamknięto ze względu na małą liczbę dzieci. W budynku zorganizowano świetlicę wiejską z siłownią. W 2008 wyposażono pracownię komputerową.

## Współcześnie

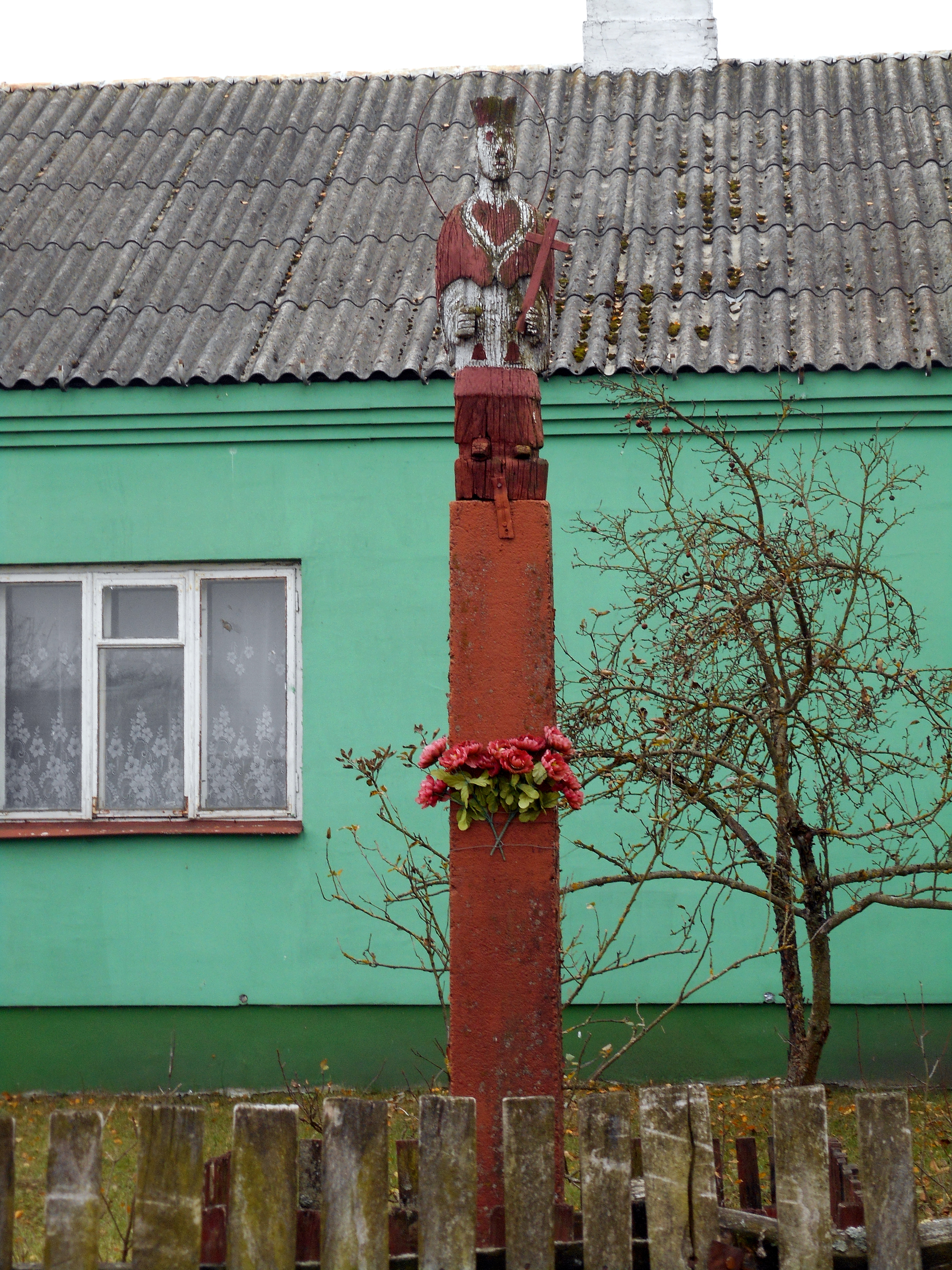
Figura św. Jana Nepomucena

Na dzień 25 listopada 2011 wieś liczyła 307 osób: 153 kobiety i 154 mężczyzn. Na dzień 31 grudnia 2014 wieś zamieszkiwało 57 osób w wieku przedprodukcyjnym, 191 w wieku produkcyjnym i 44 w wieku poprodukcyjnym, łącznie 292 osoby. 
Wierni wyznania rzymskokatolickiego należą do parafii Zmartwychwstałego Chrystusa w Połoni, którą erygowano w 1994. Niektórzy parafianie z Małowidza uczęszczają do kościoła w Jednorożcu.
Zachowały się drewniane domy, niektóre sprzed I wojny światowej. Są wpisane do gminnej ewidencji zabytków. W granicach administracyjnych wsi znajduje się kilkanaście przykładów małej architektury sakralnej: krzyży przydrożnych, kapliczek i figur. We wsi stoi najstarszy w gminie Jednorożec dokładnie wydatowany krzyż. Zachował się napis, wedle którego krzyż ufundowano w 1800. Istnieje też karawaka. Najcenniejsza jest figura św. Jana Nepomucena. Reprezentuje typ Nepomuków charakterystyczny dla zachodniej Kurpiowszczyzny: ludowe przedstawienia ciosane z drewna jako statyczna figura ustawiona na wysokim słupie (Olszewka, Połoń, Budki, dawniej także Żelazna).
We wsi działa Koło Gospodyń Wiejskich „Jasie” i Stowarzyszenie „Przyjaciele Małowidza”.
W pobliżu miejscowości przepływa Ulatówka, niewielka rzeka dorzecza Narwi, dopływ Orzyca.
Wieś jest współcześnie uważana za pogranicze Kurpi Zielonych. Przez niektórych badaczy była klasyfikowana jako kurpiowska. Z czasem przyjęto tu wzorce kulturowe Kurpiów. W zbiorach Instytutu Sztuki Polskiej Akademii Nauk przechowywane są nagrania pieśni wykonanych w latach 50. XX wieku przez kobiety z Małowidza: Jadwigę Wróbel, Mariannę Bojarską i Zofię Głąbowską.

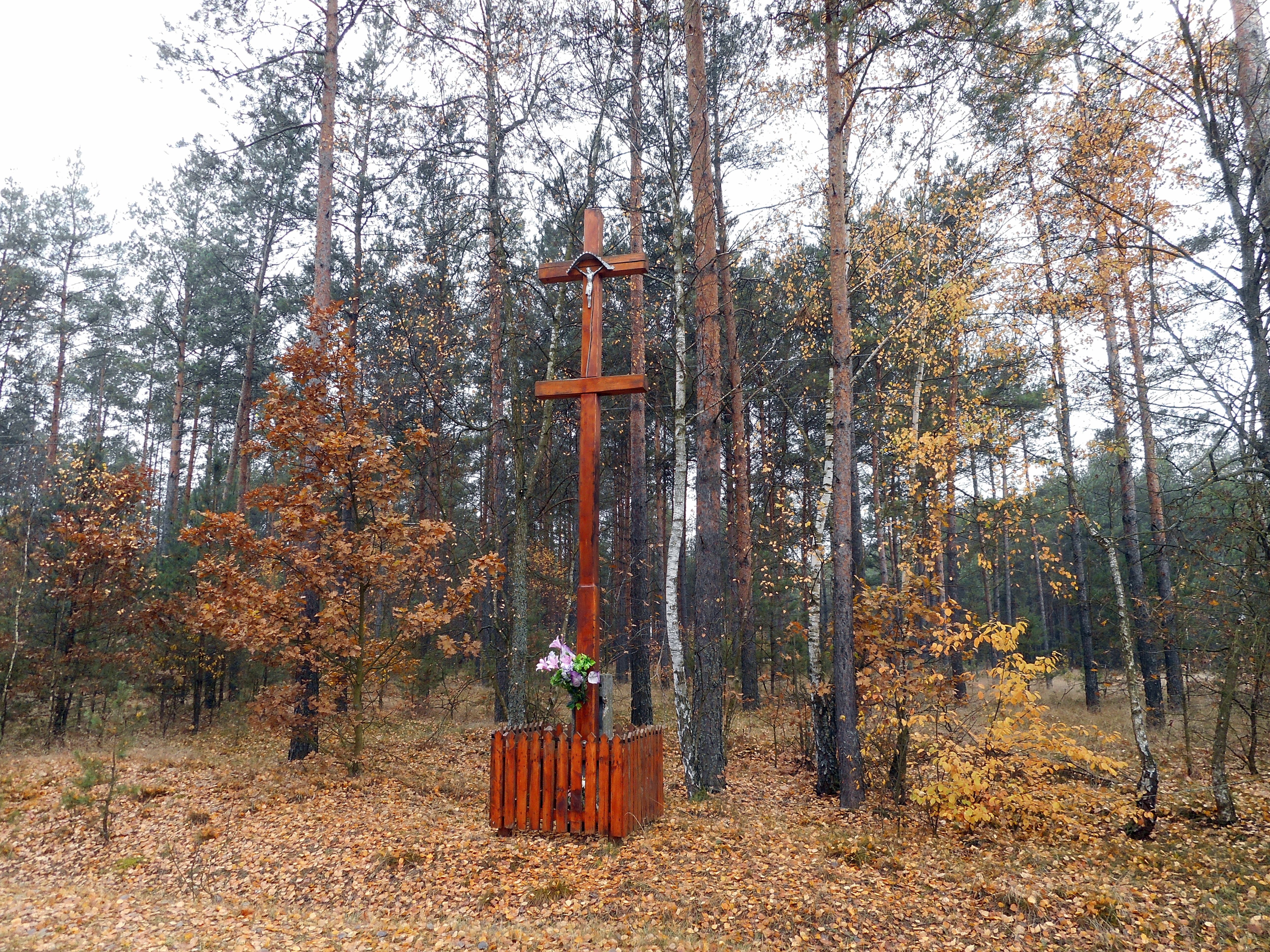
Karawaka
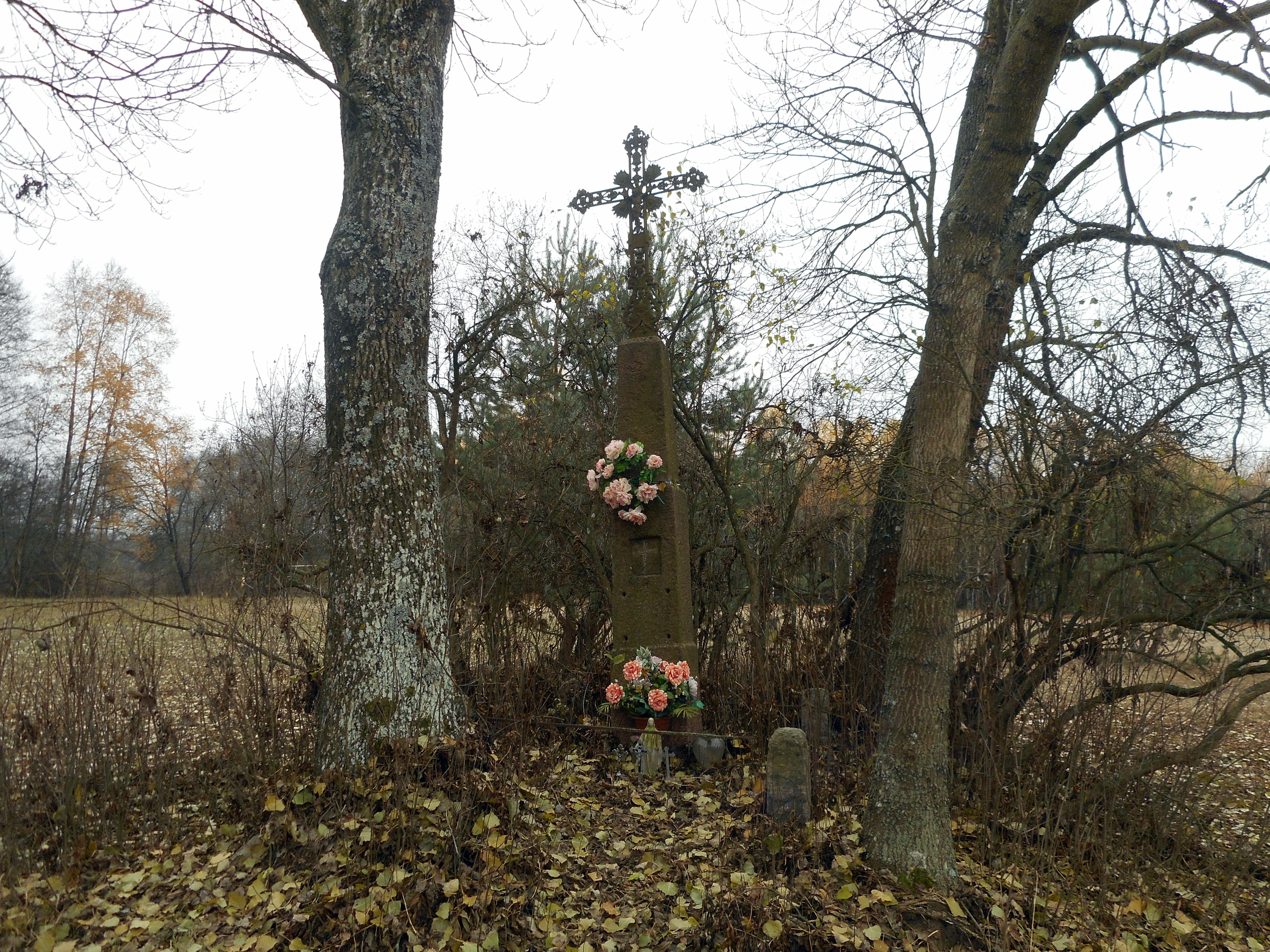
Krzyż z 1892
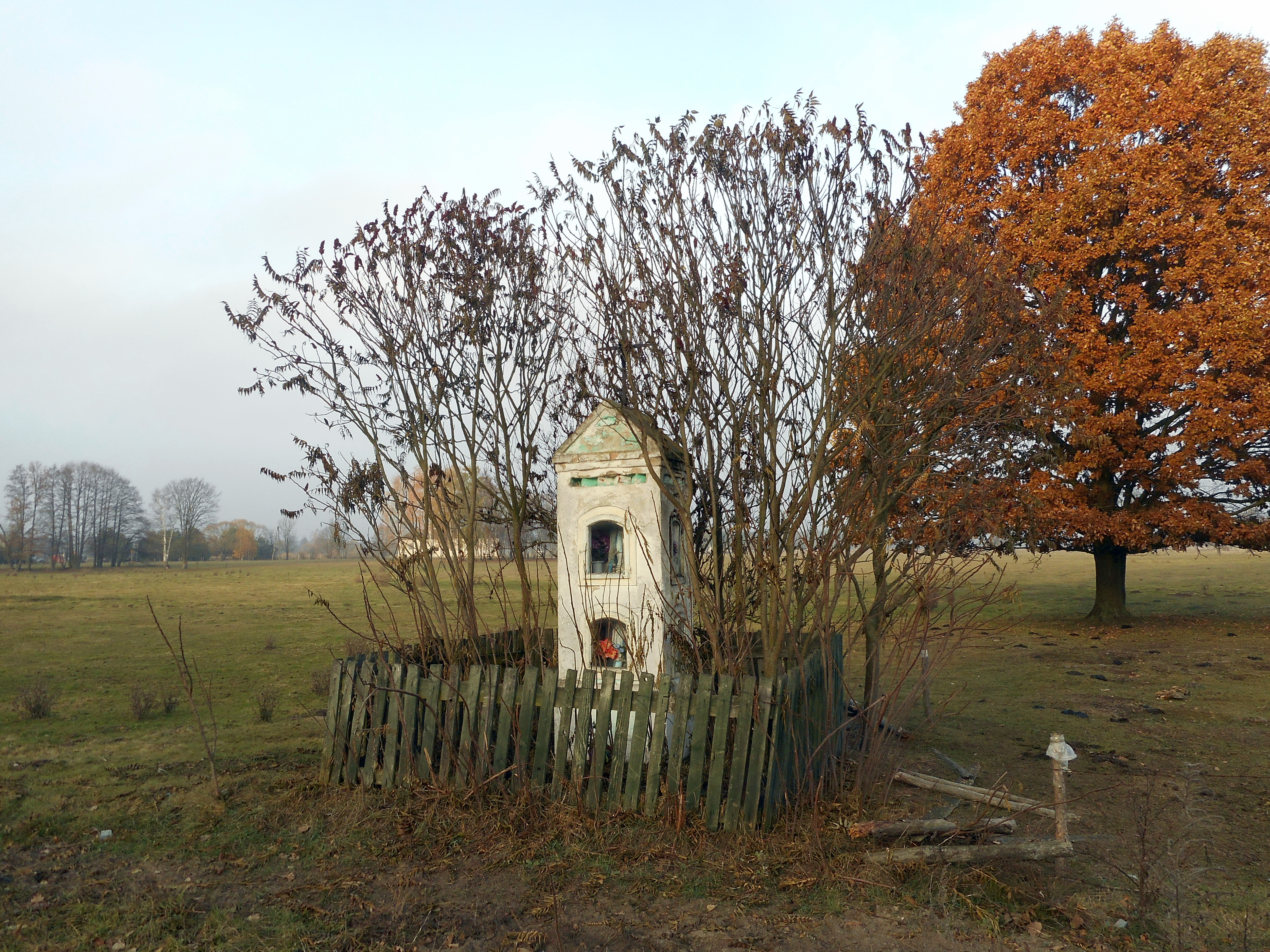
Kapliczka z 1954

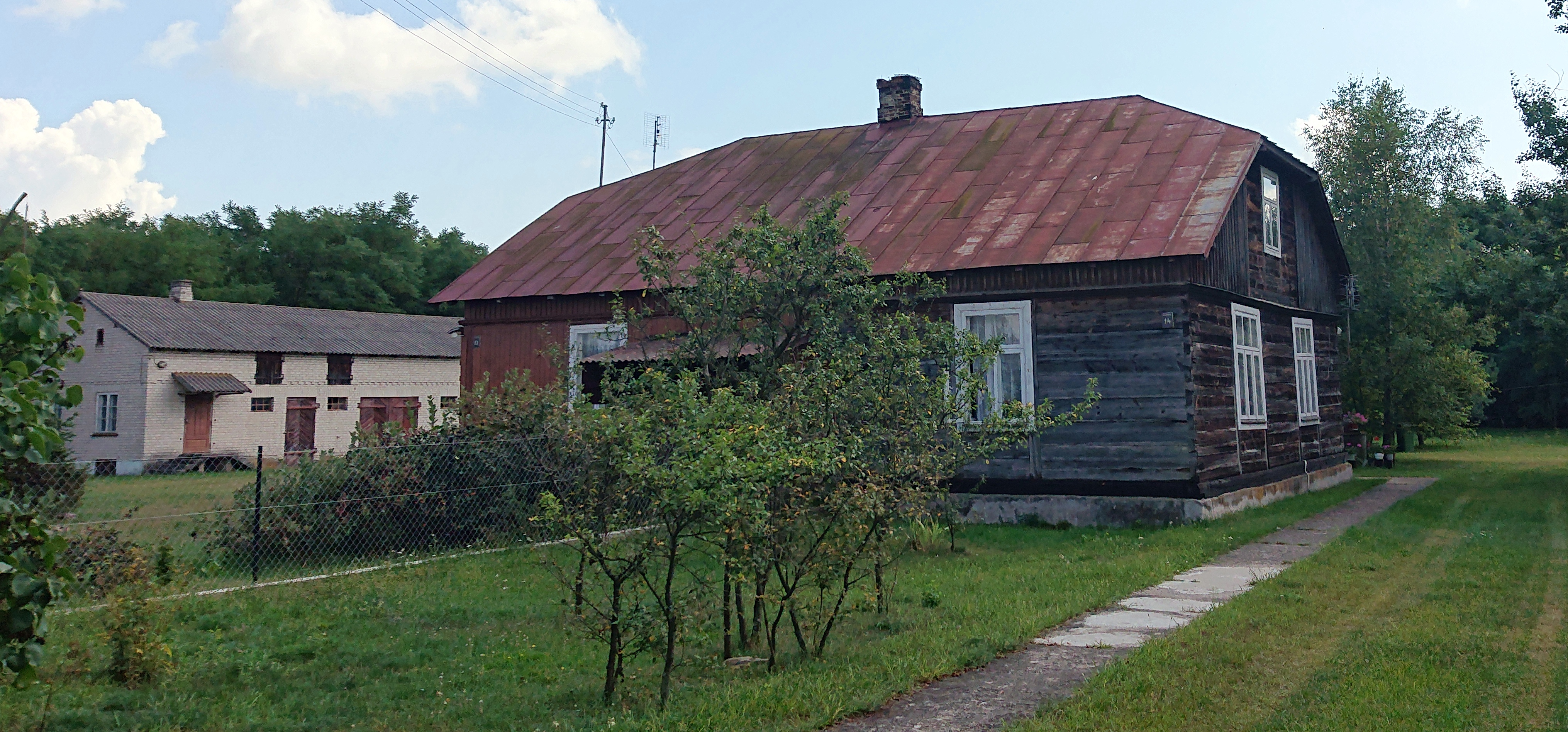
Dom małżeństwa Rożków, dawna szkoła powszechna
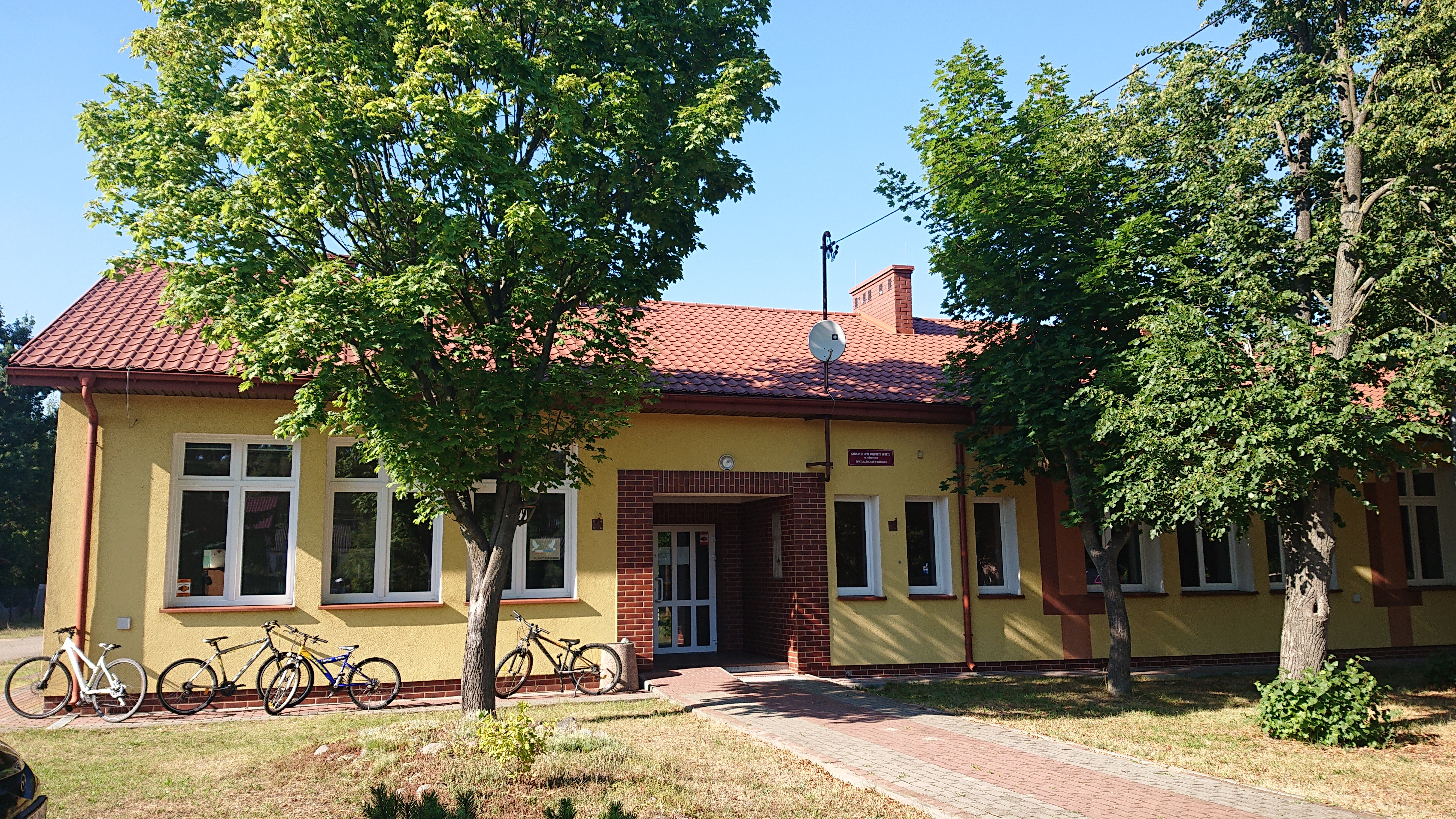
Dawna szkoła podstawowa, obecnie świetlica wiejska
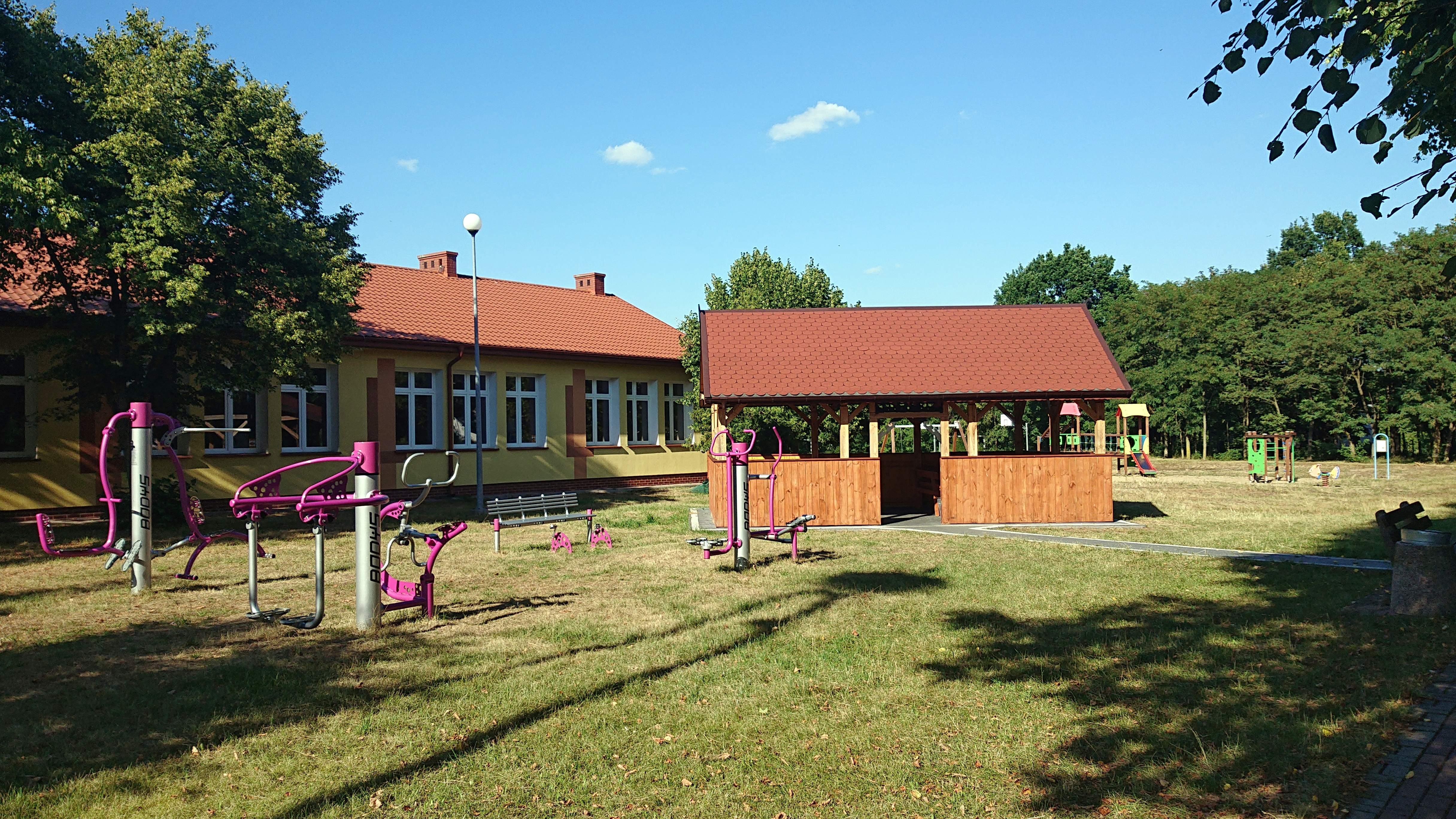
Wiata, siłownia zewnętrzna i plac zabaw, po lewej świetlica wiejska
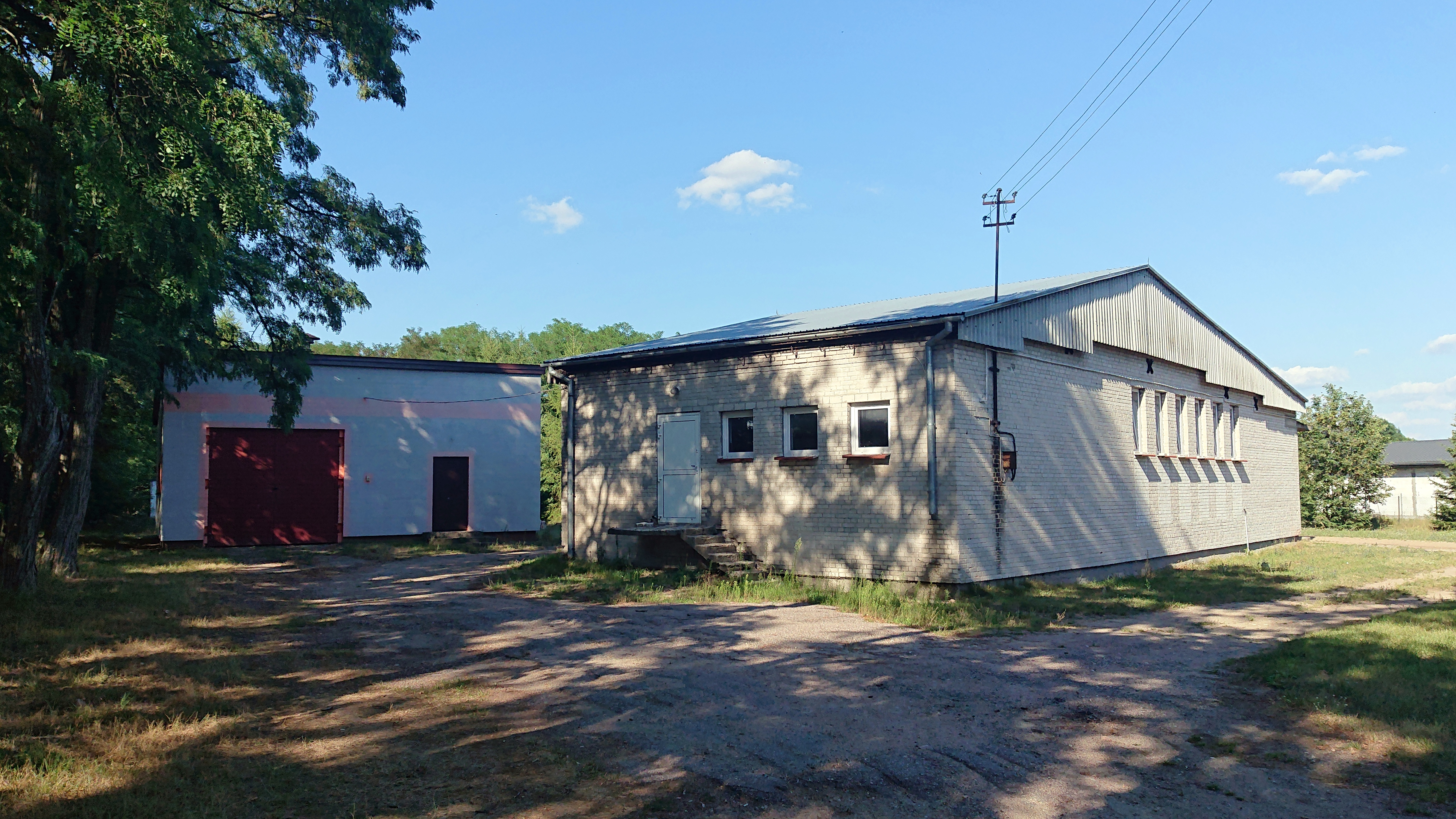
Remiza OSP i rozlewnia mleka